# Canna (Einheit)
Die Canna oder Cana (deutsch: Stock, Stab, Schilfrohr, Rohr), katalanisch auch canya, spanisch caña, war eine Maßeinheit, die zur Zeit des Staatsgebildes der Krone von Aragonien auf dem Gebiet des heutigen Italiens, Frankreichs, Spaniens sowie an der Küste Nordafrikas, insbesondere der marokkanischen, verwendet wurde. Das Maß entsprach in etwa dem Klafter und hatte normalerweise zwei Ellen. Die Länge dieser Doppelelle reichte von 1,58 Meter bis 2,92 Meter. In Italien war die mezza canna das halbe Maß, also die einfache Elle. Als canna quadrata war das Maß ein Flächenmaß. Das Holzmaß, eine Volumeneinheit, hieß canna da legna.

## Längenmaß

### Frankreich
- Departement Ardeche mit Aubenas 1 Canna = 881,7 Pariser Linien = 1,985 Meter
- Departement Tarn und Garonne mit Montauban 1 Canna = 790 1/5 Pariser Linien = 1,783 Meter
- Département Gard mit Uzès 1 Canna = 878 Pariser Linien = 1,98 Meter
- Marseille und Provence 1 Canna = 8 Pans = 72 Pouces = 864 Lignes = 892,333 Pariser Linien = 2,0127 Meter[1]
  - Dieses Maß wurde aber durch das praktikablere Aune usuelle im täglichen Leben verdrängt.
  - 1 Aune usuelle = 531,955 Pariser Linien = 0,5 Meter[2]
- Montpellier 1 Canna = 8 Pans = 878,06 Pariser Linien = 1,9807 Meter[1]
- Carcassonne 1 Canna = 1,785 Meter
- Toulouse 1 Canna = 1,60 Meter

### Italien
In Italien war das Maß Längenmaß und Feldmaß. Eine Canna wurde in 10 Palmi unterteilt, es waren jedoch auch Teilungen in 8, 9 oder 12 Palmi möglich. Die Canna wurde hier entsprechen der Anwendung auch mit Canna mercantile als Handelselle oder Canna architettonica für den Bau bezeichnet. Die Canna d’Ara war die sogenannte Altarcanna und hatte beispielsweise nur 9 Palmi d’Ara oder sacri. Eine dieser Canna hatte eine Länge von nur 498,7 Pariser Linien oder 1,125 Meter. 
- 1 Canna mercantile/Handelselle = 8 Palmi mercantile = 24 Patti = 883,326 Pariser Linien = 1,9926 Meter
- 1 Canna architettonica/Bauelle = 10 Palmi architettonica = 120 Once = 600 Minuti = 1200 Decimi = 7 ½ Pedi = 989,393 Pariser Linien = 2,2319 Meter
- 1 Canna d‘ara/Altar-Canna 9 Palmi d‘ara = 498,708 Pariser Linien = 1 ⅛ Meter
- Genua 1 Canna = 10 Palmi = 1107,5 Pariser Linien = 2,50 Meter
- Cagliari (Sardinien) 1 Canna = 1043 ⅛ Pariser Linien = 2,322 Meter
- Kirchenstaat Rom 1 Canna = 887,25 Pariser Linien = 2,00 Meter (bei Schnittwaren)
- Kirchenstaat Rom 1 Canna = 990 Pariser Linien = 2,234 Meter (als Baumaß)
- Großherzogtum Toskana

Hier wird die Canna Percha genannt oder (Rute) und ihre Verwendung war als Längenmaß im Bau und als Feldmaß.
- - Florenz und Pisa 1 Canna = 2,5 Passeti/Schritt = 5 Bracci = 60 Crazie = 100 Solsi = 300 Quartrini = 1200 Denari = 1293 3/5 Pariser Linien = 2,918 Meter
  - Neapel 1 Canna = 8 Palmi = 96 Once (bei Schnittwaren)
  - Neapel 1 Canna = 8 Passi/Schritt = 60 Palmi = 720 Once = 3600 = 935 1/14 Pariser Linien = 2,109 Meter (als Baumaß und Feldmaß)
- Sizilien
  - Messina 1 Canna = 8 Palmi = 936 4/5 Pariser Linien = 2,113 Meter
  - Palermo 1 Canna = 864 Pariser Linien  = 1,942 Meter
  - Valletta und Malta 1 Canna = 8 Palmi = 922,25 Pariser Linien = 2,08 Meter

### Spanien
- Mallorca 1 Canna = 8 Palmos = 760,3 Pariser Linien = 1,714 Meter
- Menorca 1 Canna = 709 ⅔ Pariser Linien = 1,599 Meter
- Mahon 1 Canna = 8 Palmos = 760 3/5 Pariser Linien = 1,714 Meter
- Barcelona 1 Canna = 8 Palmos = 32 Quartos = 701 Pariser Linien = 1,581 Meter
- Saragossa 1 Canna = 918 3/5 Pariser Linien = 2,043 Meter
- Tortosa 1 Canna = 705 3/5 Pariser Linien = 1,70 Meter

### Marokko
Hier galt das Maß mit den Werten von Mallorca
- 1 Canna = 8 Palmos = 760,3 Pariser Linien = 1,714 Meter

## Flächenmaß
- Barcelona 1 Cana cuadrada = 2,438 m²
- Girona 1 Cana cuadrada = 2,4304 m²
- Lleida 1 Cana cuadrada = 2,4211 m²
- Tarragona und Mallorca sowie den anderen Baleareninseln 1 Cana cuadrada = 2,4336 bzw. 2,4461 m²
- Tarragona 1 Cana de Rey = 6,084 m²

## Volumenmaß
Die Canna war ein italienisches Volumenmaß im Königreich Neapel sowie als Brennholzmaß unter der Bezeichnung Canna da legna die sogenannte Holz-Canna. Festgelegt war das Maß in den Grundabmessungen von 8 Palmi hoch, 8 Palmi breit und 4 Palmi lang.
- 1 Canna de legna = 138,2797 Pariser Kubikfuß = 256 Kubik-Palmi = 4,73985 Ster[3]

## Anwendung
Vor der Umsetzung des Internationalen Systems der Einheiten 1875 wurden diese grundlegenden Maßlängen Canna für die Bemaßung von Holz- und Bauflächen, Raumgrößen und im Handel als Längenmaß mit Schilf, Textilien und Zuckerrohr verwendet.